# ジョルダン・ボタカ
ジョルダン・ロリー・ボタカ（Jordan Rolly Botaka, 1993年6月24日 - ）は、ザイール（現コンゴ民主共和国）・キンシャサ出身のコンゴ民主共和国代表サッカー選手。ポジションはDF、MF（右サイドバック、右ウィング）。
オランダのパスポートを所持している。

## クラブ歴

### キャリア初期
コンゴ人の両親の下、当時ザイールのキンシャサに生まれる。幼少時にオランダの亡命センターへ辿り着き、同国のクラブでキャリアを始める。その後両親と共にアントウェルペンへ移住し、ベルギーのユースチームへ移る。
ニューカッスル・ユナイテッドFCやリールのトライアルを経て、2012年1月23日にクルブ・ブルッヘと2年半の契約を締結。トップチームでのプレーは叶わず、シント＝トロイデンVVの練習に参加し期限付き移籍することで一度は合意したがクラブ間の問題で成立しなかった。2013年1月にポルトガル2部のCFベレネンセスへ買い取りオプション付きのレンタルとなる。しかし選手登録上の不備により公式戦への出場が認められなかった。

### エクセルシオール
2013年6月にエールステ・ディヴィジのSBVエクセルシオールでトライアルに参加すると、ヨン・ダール・トマソン監督に好印象を与える。クルブ・ブルッヘは移籍金を要求する姿勢を見せたが、最終的に契約を解除。7月26日にエクセルシオールと1年延長オプション付きの単年契約を締結した。8月2日、ヘルモント・スポルトとの2013-14シーズン開幕戦でデビューしフル出場を果たした。10月6日のヨング・アヤックス戦では自身初ゴールを含む2得点を挙げ、3-1での勝利に貢献した。体調不良により1試合を欠場するが、10月25日のFCアイントホーフェン戦で再びゴールを記録。その後2014年1月31日のヘルモント戦まで3か月間は無得点の状態が続いたが、2月14日から4試合連続でゴールネットを揺らした。3月17日にはオプションが行使され、クラブとの契約を1年間延長した。このシーズンはリーグ戦36試合に出場し10得点を記録、クラブはリーグ3位となると昇格プレーオフを制しエールディヴィジ昇格を達成した。
6月には移籍したラジーヴ・ファン・ラ・パラの後釜を探すSCヘーレンフェーンから関心が示される中、エクセルシオールとの契約を2016年夏まで延長した。
8月9日のNACブレダとのシーズン開幕戦で先発し、初めてトップディヴィジョンでプレー。続く17日のゴー・アヘッド・イーグルス戦でヒールキックによる先制点を挙げ、エールディヴィジ初ゴールとなった。大腿部の負傷により欠場した12月21日のAFCアヤックス戦を除き、リーグ戦33試合に出場しクラブのエールディヴィジ残留に貢献した。シーズンオフにはFCシオンからオファーがあったものの、金銭面でエクセルシオールの条件を満たせなかった。

### イングランド時代
2015年9月1日、チャンピオンシップのリーズ・ユナイテッドFCと2年の延長オプション付き2年契約を結んだ。移籍金は非公開だったが100万ポンドと報道された。9月27日のミドルズブラFC戦でスタメン入りし加入後初出場。試合には0-3で敗れた。
2016-17シーズンより就任したギャリー・モンクの構想から外れ、2016年8月11日にEFLリーグ1のチャールトン・アスレティックFCへレンタル移籍。同月13日にノーサンプトン・タウンFC戦で途中出場し、加入後デビューとなる。2017年2月18日のロッチデールAFC戦で初得点を記録した。

### ベルギー復帰
リーズとの契約満了後、2017年6月26日にシント＝トロイデンVVと3年契約を締結しベルギーに帰還した。
2018-19シーズンからは新指揮官のマルク・ブライスにより右サイドバックにコンバートされ、キャプテンにも任命された。シーズン終了後にはクラブとの契約を延長。STVVでは公式戦100試合以上に出場した。
2020年5月19日、KAAヘントに4年契約で移籍。2021年1月23日、シャルルロワSCへ買い取りオプション付きでシーズン終了までのローンとなる。

## 代表歴
U-19オランダ代表歴があるが、A代表はコンゴ民主共和国を選択した。2015年3月28日のイラン戦で初キャップ。2015年6月9日のカメルーン戦で初ゴールを記録する。